# 中國服役獎章
中國服役獎章（英語：China Service Medal）是美國海軍部頒發的一項軍事勳獎。獎章根據海軍簽發的第176號行政命令，於1942年7月1日設立。起初，中國服役獎章是要嘉許七七事變後，於中國保護美國僑民的美國海軍陸戰隊，以及在長江巡航的美國亞洲艦隊海軍官兵。第二次世界大戰後，海軍部決定重新啟用中國服役獎章，嘉許日本投降後在中國執勤的官兵。這使到中國服役獎章一共有兩次頒發時期。第二批頒發的獎章全部附有「延長」（Extended）橫扣，以示區別。隨後第二次國共內戰爆發，最終以中華民國國民政府遷台、中華人民共和國成立告終。中國服役獎章繼續頒發給協防台灣的美國海軍官兵，直到1957年才告結束。至於1958年至1963年協防金門及台灣海峽的海軍部隊，則改為頒發武裝部隊遠征獎章。

## 頒發條件
中國服役獎章分別有兩次頒發時期。第一次頒發是在1942年7月，追授期限由1937年7月7日七七事變開始，到1939年9月7日結束。獲獎的美軍分別為駐守北京、天津和上海租界或使館區的美國海軍陸戰隊，以及在長江巡航的美國亞洲艦隊海軍官兵。這段時期，美軍主要行動為保護上海公共租界中立，以及在南京和武漢陷落前後撤走僑民。其中帕奈號砲艇更在1937年12月遭日軍擊沉。1938年美國使館人員撤到重慶後，美國海軍和陸戰隊逐漸淡出中國，到1939年底完全撤離。
1945年9月2日，中國服役獎章（延長）頒發，期限由日本簽署降伏文書開始。同時在兩次時期獲獎的官兵，可以在獎章勳帶加上一枚服役星章。第二批獎章起初沒有設下結束期限，主要用途是嘉許在中國協助受降工作的美軍部隊。海軍部長也可以視乎情況頒授獎章給其他軍種成員，在海軍勳獎中比較罕見。然而第二次國共內戰不久全面爆發，中國共產黨最終成功控制中國大陸，迫使國民政府遷台。這使到美國海軍需要繼續留在「中國」（特指中華民國）執勤。1950年韓戰爆發後，美國海軍進一步巡防台灣，令到中國服役獎章的頒發時間不斷拉長，甚至包括1955年大陳島撤退的海軍艦艇。
中國服役獎章在1957年4月1日停止頒發。受其性質所限，中國服役獎章只能籠統嘉許在中國戰區的海軍軍兵。由於冷戰形勢有變，美國國防部在1961設立武裝部隊遠征獎章，專門表揚參與海外軍事行動的三軍部隊，並且可以按照行動次數重複頒發。武裝部隊遠征獎章在設立後追授1958年8月23日至1963年6月1日協防金門和馬祖列島、以及1958年8月23日至1959年1月1日巡防台灣海峽的美軍部隊。故此，在八二三砲戰協防台灣的美軍只會獲頒武裝部隊遠征獎章，而非中國服役獎章。

## 獎章設計
中國服役獎章的直徑為1.25英吋。獎章正面為一艘中國帆船，象徵中國水道和海岸地區，上方和下方分別以亞洲英文字型寫上「CHINA SERVICE（中國服役）」。獎章背面是一隻面向右方（獎章左方）、棲身在船錨的白頭鷹，其爪緊握月桂葉，象徵榮譽。獎章上方為獲獎者的軍種字樣，如「UNITED STATES NAVY（美國海軍）」、「UNITED STATES MARINE CORPS（美國海軍陸戰隊）」，左右方標注「FOR SERVICE（嘉許服役）」。至於獎章的勳帶以黃色為主色，襯上兩條紅色邊線，象徵中國。

## 註腳
1. ↑  .   [2017-03-28]. （原始内容存档于2016-11-12）.
2. ↑  .   [2017-03-28]. （原始内容存档于2016-11-05）.
3. ↑  .   [2017-03-28]. （原始内容存档于2017-09-17）.
4. ↑  Department of the Navy（2006年），第65页，第4章
5. ↑  Dorr（2006年）